# Andranik Hakopian
Andranik Hakopian (ur. 6 października 1981) – ormiański bokser, wicemistrz świata z Mediolanu z roku 2009, zdobywca Pucharu Świata z roku 2008, finalista Pucharu Europy z roku 2010. Hakopian dwukrotnie reprezentował Armenię na Igrzyskach Olimpijskich, startując na Igrzyskach Olimpijskich w Pekinie oraz na Igrzyskach w Londynie.

## Kariera
W lutym 2004 reprezentował Armenię na 35. Mistrzostwach Europy w Puli. Hakopian przegrał tam swój drugi pojedynek z reprezentantem Serbii i Czarnogóry Nikolą Sjekloćą. W listopadzie 2005 doszedł do ćwierćfinału Mistrzostw Świata w Mianyang. Rywalizację na mistrzostwach rozpoczął od pokonania w 1/32 finału Chorwata Mateja Matkoviča. W drugim pojedynku kategorii średniej, Hakopian pokonał w 1/16 finału Łotysza Nikolajsa Grišuņinsa, wygrywając na punkty. W 1/8 finału wyeliminował Uzbeka Sherzoda Abdurahmonova, wygrywając nieznacznie na punkty (27:24). W walce o półfinał przegrał przed czasem z reprezentantem Kuby Emilio Correą.
Na przełomie października i listopada 2007 rywalizował na Mistrzostwach Świata w Chicago, rywalizując w kategorii średniej. W 1/32 finału pokonał nieznacznie na punkty (19:17) Szweda Naima Terbunję, a w 1/16 finału przegrał nieznacznie z Irlandczykiem Darrenem Sutherlandem, odpadając z rywalizacji.
W lutym 2008 uzyskał kwalifikacje na Igrzyska Olimpijskie w Pekinie, zajmując trzecie miejsce w turnieju kwalifikacyjnym dla Europy. Rywalizację na Igrzyskach rozpoczął od zwycięstwa w 1/16 finału nad Ghańczykiem Ahmedem Saraku. W 1/8 finału przegrał przed czasem z Elshodem Rasulovem, odpadając z rywalizacji. W grudniu 2008 zwyciężył w Pucharze Świata, pokonując w finale kategorii średniej Alfonso Blanco.
W 2009 odniósł największy sukces w karierze, zdobywając srebrny medal na Mistrzostwach Świata w Mediolanie. W finale pokonał go dopiero Uzbek Abbos Atoyev. W 2012 ponownie reprezentował Armenię na Igrzyskach Olimpijskich, jednak bez powodzenia.